# Zygolophodon aegyptensis
Espèce
Zygolophodon aegyptensis est une espèce éteinte de proboscidiens de la famille des Mammutidae.
Il vivait en Égypte pendant le Miocène.

## Référence
- (en) Sanders & Miller 2002 : New proboscideans from the Early Miocene of Wadi Moghara, Egypt. Journal of Vertebrate Paleontology, vol. 22, n. 2, p. 388-404.